# Завдання Віжена
«Завдання Віжена» (англ. Vision Quest) — робоча назва майбутнього американського телесеріалу, створеного Террі Маталасом для стримінгового сервісу Disney+. Проєкт заснований на персонажі Marvel Comics, на ім’я Віжен, і є спінофом серіалу «ВандаВіжен» (2021). Він стане вісімнадцятим телевізійним серіалом у кіновсесвіті Marvel (КВМ), який створює Marvel Studios через свій телевізійний підрозділ Marvel Television і який зберігає сюжетну цілісність із фільмами франшизи. Маталас виконує функції шоуранера й режисера. У головній ролі повертається Пол Беттані, який знову зіграє Віжена, до нього приєднуються Джеймс Спейдер, Тодд Стешвік, Руарід Молліка, Т'Нія Міллер і Емілі Гемпшир.

## Акторський склад
- Пол Беттані — Віжен[9]
- Джеймс Спейдер — Альтрон[6]
- Тодд Стешвік — Вбивця[10]
- Руарід Молліка — Такер[11]
- Т'Нія Міллер — Йокаста[12]
- Емілі Гемпшир — Е.Д.І.Т.[13]

## Епізоди
Серіал складатиметься з восьми епізодів. Першу серію зрежисує Крістофер Дж. Бірн, а також до постановки долучились Террі Маталас, Вінченцо Наталі та Ґанджа Монтейро.

## Виробництво
Розробка серіалу, присвяченого Віжену, розпочалась у жовтні 2022 року під робочою назвою Vision Quest. Спочатку над проєктом працювала Джек Шефер, шоуранерка «ВандаВіжен», однак у травні 2024 року її участь була припинена, після чого серіал перейшов до Маталаса. На той момент також було підтверджено повернення Пола Беттані. Фільмування стартували в березні 2025 року на студії Pinewood у Лондоні та мають завершитись наприкінці липня того ж року.

## Маркетинг
Перші кадри з «Завдання Віжена» були представлені у рекламному ролику під час презентації Disney для рекламодавців у травні 2025 року.

## Прем'єра
Прем’єра серіалу запланована на 2026 рік на платформі Disney+, він увійде до шостої фази кіновсесвіту Marvel.